# Parki narodowe w Hiszpanii

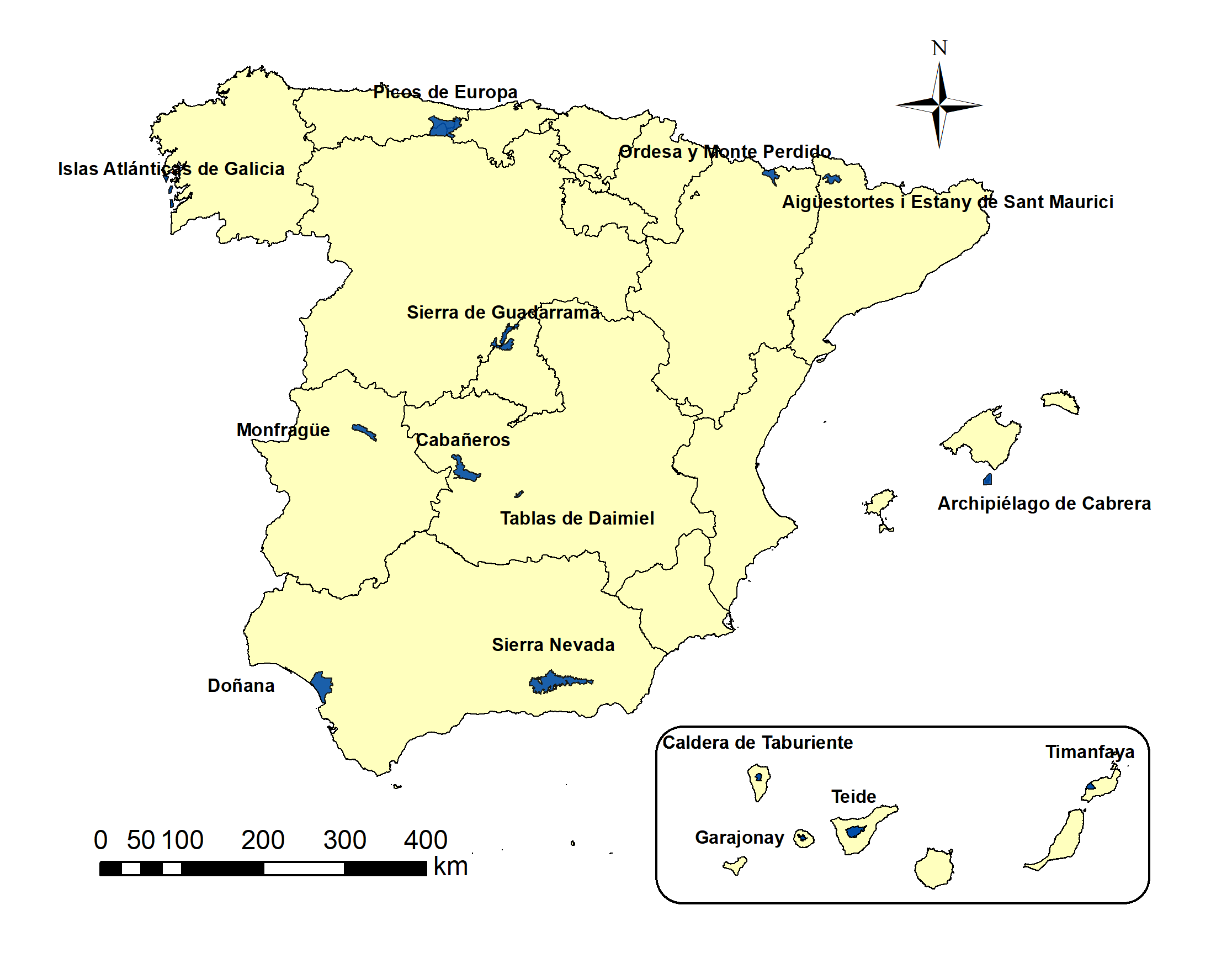
Rozmieszczenie parków narodowych w Hiszpanii

W Hiszpanii jest 15 parków narodowych: 10 na Półwyspie Iberyjskim, 4 na Wyspach Kanaryjskich i jeden na Balearach.
Pierwszy park narodowy utworzono 22 lipca 1918 roku. Był to Park Narodowy Picos de Europa (hiszp. Parque nacional de Picos de Europa), który nosił wówczas nazwę Parque nacional de la Montaña de Covadonga i miał powierzchnię 16 925 ha. W roku 1995 został powiększony. Największym parkiem narodowym Hiszpanii jest andaluzyjski Park Narodowy Sierra Nevada (hiszp. Parque nacional de Sierra Nevada) o powierzchni 86 210 ha, a najmniejszym kastylijski Park Narodowy Bagien Daimiel (hiszp. Parque nacional de las Tablas de Daimiel) o powierzchni 1 928 ha. Najwyżej położony jest Park Narodowy Teide, obejmujący Teide – trzeci co do wysokości wulkan na świecie (licząc od podstawy), którego szczyt ma 3718 m n.p.m.

## Zarządzanie
Od wejścia w życie ustawy 5/2007 o Sieci Parków Narodowych (hiszp. Red de Parques Nacionales), zarządzanie parkami narodowymi w sprawach samoorganizacji i w kwestiach finansowych leży w gestii wspólnot autonomicznych. Administracja państwowa natomiast zarządza całym systemem, ustanawia podstawowe wytyczne i zapewnia spójność Sieci.

## Zestawienie informacji o parkach narodowych
| Nazwa parku                                           | Prowincja                | Data utworzenia | Powierzchnia (ha)                | Chronione ekosystemy | Maksymalna wys. n.p.m. | Minimalna wys. n.p.m. | Uwagi                                                                                           |
| ----------------------------------------------------- | ------------------------ | --------------- | -------------------------------- | --- | ---------------------- | --------------------- | ----------------------------------------------------------------------------------------------- |
| Picos de Europa                                       | Asturia, León, Kantabria | 1918            | 64 660                           | Atlantycki krajobraz wysokogórski: Rzeźba glacjalna i krasowa, lasy liściaste                                            | 2 646                  | 70                    | Rezerwat biosfery, OSO                                                                          |
| Ordesa y Monte Perdido                                | Huesca                   | 1918            | 15 608                           | Atlantycki krajobraz wysokogórski: Rzeźba glacjalna, krasowa i fluwialna, lasy iglaste i liściaste                       | 3 335                  | 750                   | Rezerwat biosfery, Lista światowego dziedzictwa UNESCO, Dyplom Europy, OSO.                     |
| Cañadas del Teide                                     | Teneryfa                 | 1954            | 18 990                           | Wulkaniczny krajobraz makaronezyjski: Rzeźba wulkaniczna (parowy, malpaíses), endemity, wysokogórski matorral kanaryjski | 3 718                  | 1 650                 | Dyplom Europy, Lista światowego dziedzictwa UNESCO                                              |
| Caldera de Taburiente                                 | La Palma                 | 1954            | 4 690                            | Wulkaniczny krajobraz makaronezyjski: Kaldera wulkaniczna i erozyjna, lasy z sosną kanaryjską, roślinność naskalna       | 2 426                  | 430                   | OSO                                                                                             |
| Parc Nacional d’Aigüestortes i Estany de Sant Maurici | Lleida                   | 1955            | 14 119                           | Atlantycki krajobraz wysokogórski: Rzeźba glacjalna, lasy iglaste i liściaste                                            | 3 033                  | 1 350                 | OSO                                                                                             |
| Doñana                                                | Huelva, Sewilla          | 1969            | 50 720                           | Mokradła: Bagna przybrzeżne, ruchome wydmy, roślinność terenów piaszczystych, lasy sosnowe, lasy dębów korkowych         | 47                     | 0                     | Rezerwat biosfery, Lista światowego dziedzictwa UNESCO, Konwencja ramsarska, OSO, Dyplom Europy |
| Park Narodowy Bagien Daimiel                          | Ciudad Real              | 1973            | 3 030                            | Mokradła: Bagna śródlądowe, słone bagna                                                                                  | 618                    | 607                   | Rezerwat biosfery, Konwencja ramsarska, OSO                                                     |
| Timanfaya                                             | Lanzarote                | 1974            | 5 107                            | Wulkaniczny krajobraz makaronezyjski: Lawa trzewiowa (pahoehoe), stożki popiołu, aktywność geotermalna, endemity         | 510                    | 0                     | Rezerwat biosfery, OSO                                                                          |
| Garajonay                                             | La Gomera                | 1981            | 3 984                            | Wulkaniczny krajobraz makaronezyjski: Wąwozy, neki, roques, lasy wawrzynowe                                              | 1 487                  | 700                   | Lista światowego dziedzictwa UNESCO, OSO                                                        |
| Archipiélago de Cabrera                               | Baleary                  | 1991            | 10 021 (morze) 8 703 (ląd) 1 318 | Krajobraz morski i lądowy: Skaliste wysepki, dno morskie, roślinność twardolistna                                        | 172                    | -118 (dno morskie)    | OSO                                                                                             |
| Cabañeros                                             | Ciudad Real, Toledo      | 1995            | 39 687                           | Górski krajobraz śródziemnomorski: Pasma górskie, pogórze, rañas, roślinność twardolistna, obszary trawiaste             | 1 448                  | 600                   | OSO                                                                                             |
| Sierra Nevada                                         | Grenada, Almería         | 1999            | 86 208                           | Górski krajobraz śródziemnomorski: Rzeźba lodowcowa i peryglacjalna, tundra górska, lasy dębowe                          | 3 482                  | 1 200                 | Rezerwat biosfery                                                                               |
| Islas Atlánticas de Galicia                           | Pontevedra, A Coruña     | 2002            | 8 400 (morze) 7 200 (ląd) 1 200  | Krajobraz morski i lądowy: Dno morskie, endemiczne gatunki ptaków                                                        |                        |                       | OSO                                                                                             |
| Monfragüe                                             | Cáceres                  | 2007            | 17 852                           | Górski krajobraz śródziemnomorski: Lasy śródziemnomorskie, roślinność twardolistna, dehesas, roquedos, rzeki, jeziora    | 750                    | 250                   | Rezerwat biosfery, OSO                                                                          |
| Sierra de Guadarrama                                  | Madryt, Segowia          | 2013            | 33 960                           | Śródziemnomorski krajobraz wysokogórski: Rzeźba glacjalna, lasy liściaste i iglaste, lasy dębowe                         | 2 428                  |                       | Rezerwat biosfery, OSO                                                                          |

## Fauna

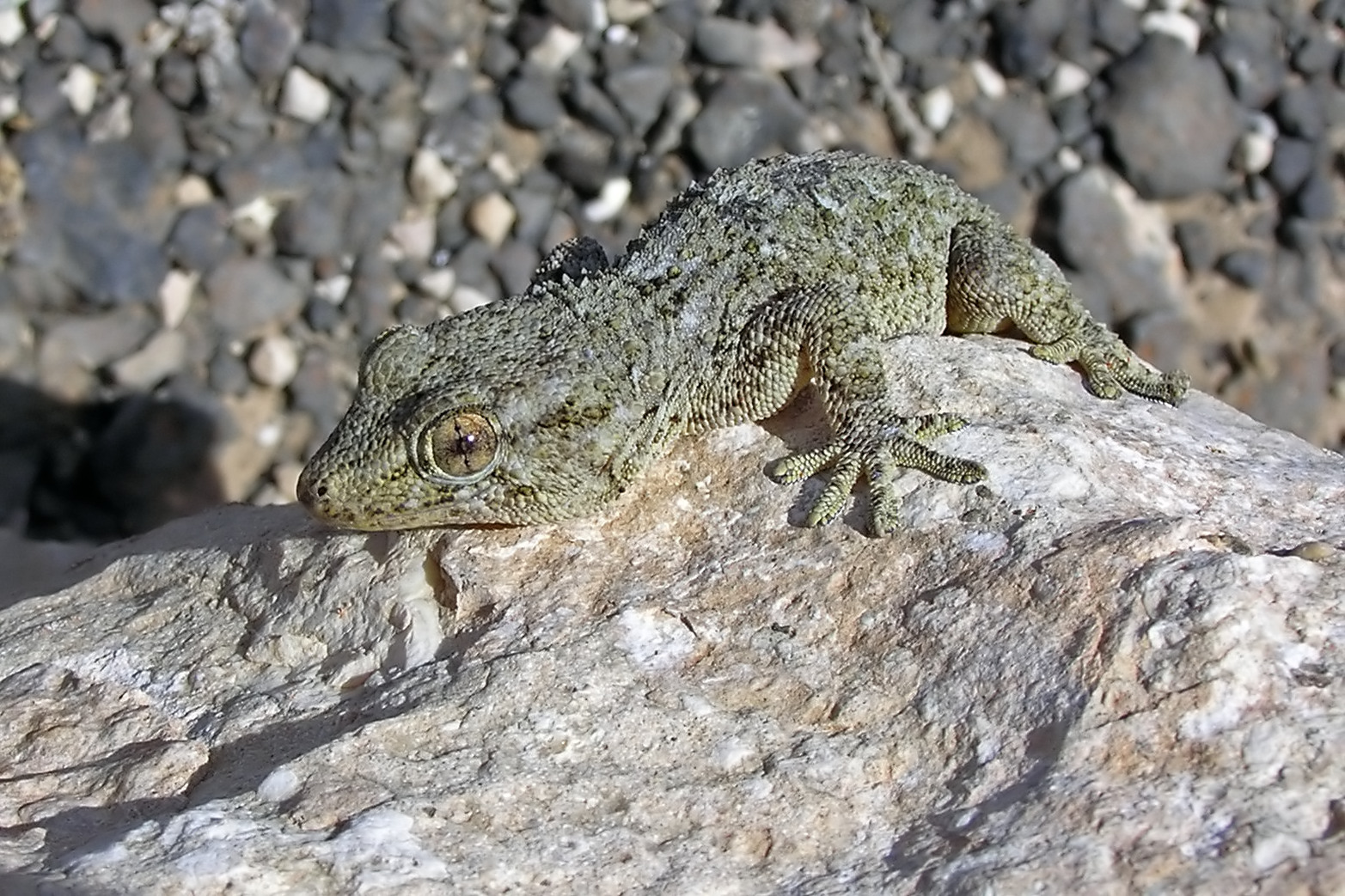
Gekon Tarentola angustimentalis to jeden z gatunków endemicznych żyjących w Parku Narodowym Timanfaya.

Tereny chronione są kluczowe dla przetrwania wielu hiszpańskich gatunków autochtonicznych i endemicznych.
Park Narodowy Garajonay na La Gomerze jest miejscem występowania żyjących wyłącznie na Wyspach Kanaryjskich gołębi: kanaryjskiego i laurowego. Zięba modra, jerzyk jednobarwny i mysikrólik kanaryjski znajdują schronienie w Parku Narodowym Teide. W Parku Narodowym Picos de Europa żyją niedźwiedź brunatny i głuszec, w Parku Narodowym Ordesa y Monte Perdido występują: traszka pirenejska, kozica pirenejska, orłosęp, śnieżka zwyczajna i pardwa górska, a w Parku Narodowym Aiguas Tortas y Lago de San Mauricio dzięcioł czarny i gronostaj.
W Parku Narodowym Archipelagu Cabrera na Balearach żyje wiele podgatunków endemicznej jaszczurki Lilforda. W Parku Narodowym Timanfaya na Lanzarote występuje wiele gatunków gadów, m.in. gekony z rodzaju Tarentola i endemiczna jaszczurka Gallotia atlantica, a także dużo gatunków ptaków. Park Narodowy Doñana jest kluczowym miejscem ochrony zagrożonych gatunków, takich jak: orzeł iberyjski, modrzyk zwyczajny, żmija iberyjska, łyska rogata i ryś iberyjski.

## Parki narodowe według liczby odwiedzających

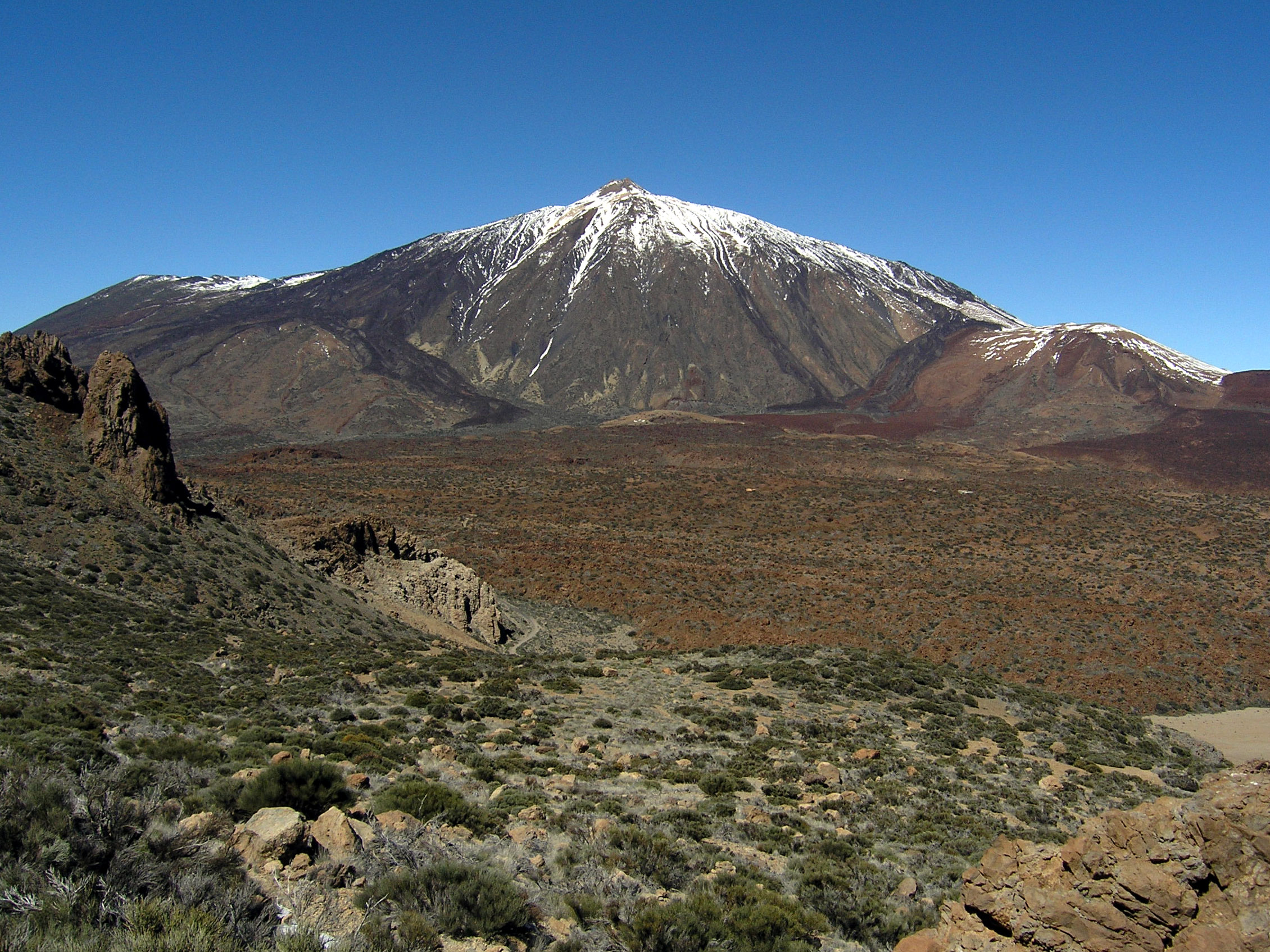
Park Narodowy Teide na Teneryfie jest najczęściej odwiedzanym parkiem narodowym w Hiszpanii, a także we wszystkich państwach europejskich. W roku 2010 był drugim najczęściej odwiedzanym parkiem na świecie.

Najczęściej odwiedzanym parkiem jest Park Narodowy Teide, który w roku 2007 odwiedziły ponad 3 miliony osób. Jest to też najczęściej odwiedzany park narodowy w państwach europejskich, a w roku 2010 był drugim najczęściej odwiedzanym parkiem narodowym na świecie. Najrzadziej odwiedzany jest Park Narodowy Archipelagu Cabrera.
Parki narodowe Hiszpanii wraz z liczbą odwiedzających (2009):
- Teide – 3 052 830
- Picos de Europa – 1 818 671
- Timanfaya – 1 371 349
- Sierra Nevada – 673 302
- Garajonay – 625 801
- Ordesa y Monte Perdido – 617 500
- Caldera de Taburiente – 377 349
- Aiguas Tortas y Lago de San Mauricio – 329 227
- Monfragüe – 306 041
- Doñana – 288 897
- Islas Atlánticas – 274 716
- Tablas de Daimiel – 105 957
- Cabañeros – 90 001
- Archipiélago de Cabrera – 60 662

Razem – 9 992 303